# Sphyracus uncipes
Sphyracus uncipes är en skalbaggsart som beskrevs av Sylvain Auguste de Marseul 1853. Sphyracus uncipes ingår i släktet Sphyracus och familjen stumpbaggar. Inga underarter finns listade i Catalogue of Life.